# 표준 해부학 자세
표준 해부학 자세(영어: standard anatomical position) 또는 표준 해부학 모델은 해부학적 위치 용어에 대해 과학적으로 합의된 참조 자세이다. 표준 해부학 자세는 유기체의 주 몸체에 대한 동물의 부속지 위치를 표준화하는 데 사용된다. 의학 분야에서는 몸 안팎의 위치에 대한 모든 참조가 표준 해부학 자세를 기반으로 한다.
몸쪽-먼쪽 축(부착 지점을 향하거나 멀리 떨어지는)을 설명할 때에는 곧은 자세를 가정한다. 이는 다른 자세에서 동일한 유기체를 언급할 때 용어의 혼동을 피하는 데 도움이 된다. 예를 들어 팔꿈치가 굴곡되어 있어도, 손은 어깨에 접근하더라도 어깨로부터 먼쪽에 위치한다.

## 인체 해부학

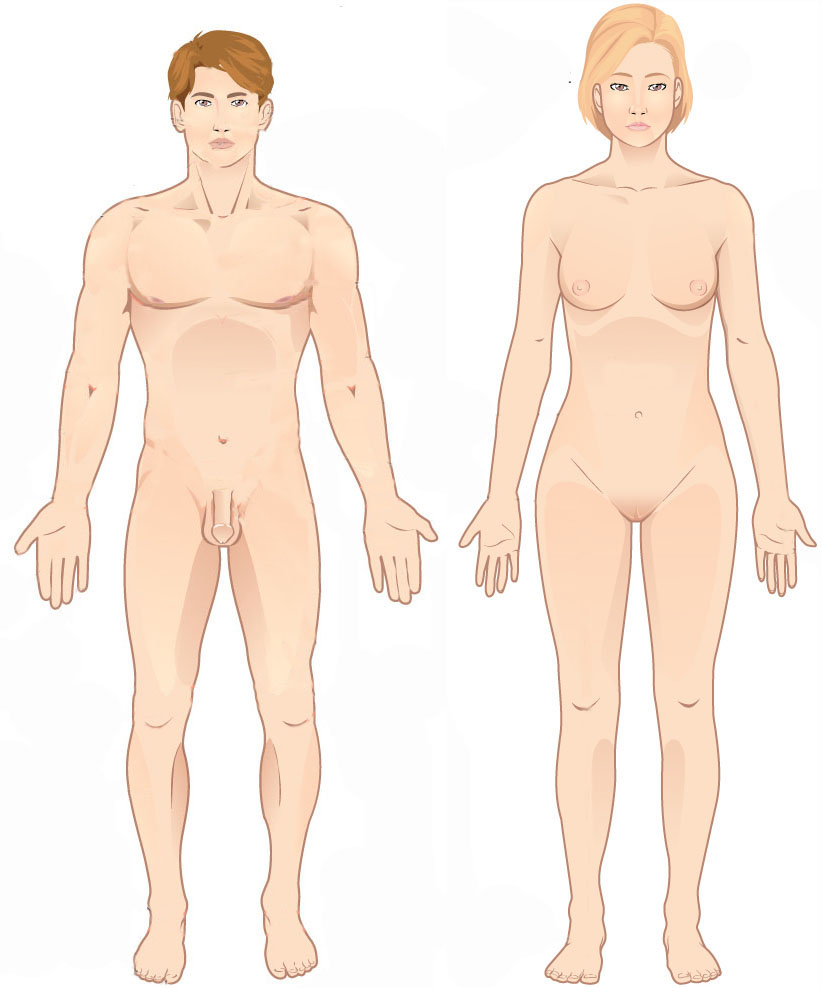
남성과 여성의 표준 해부학 자세

표준 해부학 자세에서 인체는 곧게 서서 안정된 상태이다. 다른 척추동물과는 달리 사지는 시체 부검 시 취하는 앙와위를 연상시키는 위치에 놓인다. 따라서 몸은 발이 모여 있거나(또는 약간 벌어져 있고) 팔은 바깥쪽으로 회전하여 손바닥은 앞으로 향하고 엄지손가락은 몸에서 멀리 떨어진다(아래팔은 앙와위). 또한 팔은 보통 몸에서 약간 떨어져 있어 손이 옆구리에 닿지 않는다. 사지(특히 팔)의 위치는 해당 부속지의 방향 용어에 중요한 영향을 미친다. 해부학 자세에서의 인간의 음경은 발기된 상태로 묘사되므로 복부에 닿아 있으며, 따라서 음경의 등쪽 표면은 음경이 이완되었을 때 실제로는 앞쪽이다.

### 두개골
인간의 경우 인간 두개골의 해부학 용어는 국제 협약에 따라 프랑크푸르트 평면 (프랑크포트 평면이라고도 함)으로 합의되었다. 이 자세는 안와의 아래쪽 가장자리인 안와하연와 바깥귀길의 위쪽 가장자리인 최상방점이 모두 동일한 수평 평면에 놓이는 위치이다. 이는 대상이 똑바로 서서 정면을 향할 때 두개골이 놓일 위치에 대한 좋은 근사치이다.

## 역사

### 프랑크푸르트 평면
프랑크푸르트 평면은 1884년 독일 프랑크푸르트 암 마인에서 열린 인류학 세계 대회에서 제정되었으며, 인간 두개골의 해부학적 위치로 선포되었다. 왼쪽 안와의 아래쪽 가장자리(왼쪽 안와하연라고 불리는 지점)와 각 바깥귀길 또는 외이도의 위쪽 가장자리인 최상방점이라고 불리는 지점을 통과하는 평면이 살아있는 대상의 머리가 정상적으로 놓이는 위치에서 지구 표면에 가장 가깝게 평행하다고 결정되었다. Frankfort plane이라는 대체 철자도 널리 사용되며 여러 의학 사전에서 발견되지만, 프랑크푸르트는 이 도시의 현대 표준 철자이다. 이 평면의 다른 이름은 귓바퀴-안와 평면이다.
정상적인 대상의 경우, 양쪽 안와하연와 양쪽 최상방점은 단일 평면에 놓인다. 그러나 병리적 이유로 항상 그렇지는 않다. 공식 정의는 위에서 언급된 세 점만을 지정하며, 이는 3차원 공간에서 평면을 설명하기에 충분하다.
인간 두개골과 일부 다른 종, 특히 호미니드와 영장류의 두개골을 비교할 목적으로, 두개골은 프랑크푸르트 평면에서 연구될 수 있다. 그럼에도 불구하고 프랑크푸르트 평면은 대부분의 비영장류 종의 해부학적 위치로 간주되지 않는다.
프랑크푸르트 평면은 관련 분야에서도 참조점으로 사용될 수 있다. 예를 들어, 치과 보철학에서 프랑크푸르트-하악 평면 각도(FMA)는 프랑크푸르트 평면과 아래턱뼈 평면의 교차점에서 형성되는 각도이다.

## 다른 동물

인간의 표준 해부학 자세와 사족 보행 동물의 부분적 그림. 둘 다 옆에서 본 모습.

사족 보행 동물의 표준 해부학 자세는 네 발을 모두 땅에 대고 머리를 앞으로 향한 채 서 있는 자세이다. 물고기의 경우 중립적인 부속지를 가진 채 배가 아래를 향한다.

## 같이 보기
- 리드 기준선
- 위치에 대한 해부학 용어